# Омельченко Тетяна Яківна
Тетяна Яківна Омельченко (1913, село, тепер Новоукраїнського району Кіровоградської області — ?) — українська радянська діячка, директор Рівнянської середньої школи № 5 Новоукраїнського району Кіровоградської області. Депутат Верховної Ради СРСР 2-го скликання.

## Життєпис
Народилася в бідній селянській родині Якова Омельченка. Закінчила сільську початкову школу. У 1930 році вступила до комсомолу.
Освіта вища. З 1932 по 1936 рік — студентка Кіровоградського державного педагогічного інституту.
З 1936 року працювала вчителькою сільських шкіл Рівнянського району Кіровоградщини.
У 1941—1944 роках перебувала в евакуації, працювала вчителькою у Воронезькій та Горьковській областях РРФСР.
З 1944 року — директор Рівнянської середньої школи № 5 Новоукраїнського району Кіровоградської області.
Член ВКП(б) з 1946 року.

## Нагороди
- медаль «За трудову доблесть»
- ордени